# Lateinisches Alphabet
Das lateinische Alphabet ist ursprünglich das von den Römern zur Schreibung der lateinischen Sprache verwendete Alphabet; es wird in diesem Zusammenhang auch römisches Alphabet genannt. Es umfasst 26 Buchstaben und bildet die Grundlage vieler heutiger Alphabete. Zusammen bilden diese „lateinischen Alphabete“ das lateinische Schriftsystem, das am weitesten verbreitete Schriftsystem der Welt. Einige Sprachen wie beispielsweise das Englische benutzen das Alphabet ohne Veränderungen. Das deutsche Alphabet umfasst neben allen 26 lateinischen Buchstaben vier weitere.
Das lateinische Alphabet stammt vom altitalischen Alphabet der Etrusker ab, das wiederum aus dem griechischen Alphabet stammt. Die Römer übernahmen zunächst 21 Buchstaben. Zur Zeit des klassischen Lateins und in der Spätantike bestand das Alphabet aus 23 Buchstaben. Die Zahl von 26 Buchstaben wurde erst in der Renaissance erreicht.

## Die Buchstaben des Alphabets
Das moderne lateinische Alphabet umfasst die folgenden 26 Buchstaben:
|                 | 1 | 2 | 3 | 4 | 5 | 6 | 7 | 8 | 9 | 10 | 11 | 12 | 13 | 14 | 15 | 16 | 17 | 18 | 19 | 20 | 21 | 22 | 23 | 24 | 25 | 26 |
| Großbuchstaben  | A | B | C | D | E | F | G | H | I | J  | K  | L  | M  | N  | O  | P  | Q  | R  | S  | T  | U  | V  | W  | X  | Y  | Z  |
| Kleinbuchstaben | a | b | c | d | e | f | g | h | i | j  | k  | l  | m  | n  | o  | p  | q  | r  | s  | t  | u  | v  | w  | x  | y  | z  |

Die Reihenfolge folgt weitgehend der des griechischen Alphabets und geht somit auf die Reihenfolge des phönizischen Alphabets zurück.

## Namen der Buchstaben
Die Namen der Buchstaben wurden größtenteils nicht aus dem griechischen Alphabet übernommen. Stattdessen folgten sie diesem Schema:
- Vokale bezeichnen sich selbst (a, e, i, o, u)
- Plosive fügen ein e an (be, ce, de usw.)
- Dauerlaute – Frikative und Sonoranten – bekommen ein e vorangestellt (ef, el, em usw.)

Einige Buchstaben wichen von diesem Schema ab: K und Q bilden den Namen mit dem für sie typischen Vokal: ka, qu (zur Verdeutlichung des Unterschiedes zu ce für C). X wurde ex genannt, Z wurde mit dem griechischen Namen zeta bezeichnet. Für Y gab es verschiedene Namen, darunter i Graeca („griechisches i“).
Die Buchstabennamen sind bei der Übertragung des lateinischen Alphabets auf andere Sprachen weitgehend beibehalten worden.

## Eigenschaften lateinischer Buchstaben
Die Buchstaben des lateinischen Alphabets lassen sich hinsichtlich ihrer graphischen Umsetzung sowie unter weiterführenden Zusammenhängen einordnen (bezogen auf prototypische Formen).
| Eigenschaft                                      | Majuskeln                                                                    | Minuskeln                                            |
| ------------------------------------------------ | ---------------------------------------------------------------------------- | ---------------------------------------------------- |
| Gleiche Groß- und Kleinschreibung                | C, O, (P), S, U, V, W, X, Z                                                  | c, o, (p), s, u, v, w, x, z                          |
| Bögen und Geraden                                | B, D, G, J, P, Q, R, U                                                       | a, b, d, e, f, g, h, j, m, n, p, q, r, t, u, y       |
| Keine Bögen                                      | A, E, F, H, I, K, L, M, N, T, V, W, X, Y, Z                                  | i, k, l, v, w, x, z                                  |
| Keine Geraden                                    | C, O, S                                                                      | c, o, s                                              |
| Schräge Linien                                   | A, K, M, N, R, V, W, X, Y, Z                                                 | k, v, w, x, y, z                                     |
| Mit geschlossenen Punzen (umschlossenen Flächen) | A, B, D, O, P, Q, R                                                          | a, b, d, e, g, (k), o, p, q                          |
| Ohne geschlossene Punzen (umschlossene Flächen)  | C, E, F, G, H, I, J, K, L, M, N, S, T, U, V, W, X, Y, Z                      | c, f, h, i, j, k, l, m, n, r, s, t, u, v, w, x, y, z |
| Horizontale und vertikale Symmetrie              | H, I, O, X                                                                   | (i), l, o, x                                         |
| Nur horizontale Symmetrie                        | B, C, D, E, K                                                                | c                                                    |
| Nur vertikale Symmetrie                          | A, M, T, U, V, W, Y                                                          | i, v, w                                              |
| Drehsymmetrie (Ambigraph)                        | H, I, N, O, S, X, Z                                                          | (l), o, s, x, z                                      |
| Vertikale Achse links                            | B, D, E, F, K, L, P, R                                                       | b, f, h, k, l, n, p, r, t                            |
| Vertikale Achse rechts                           | J                                                                            | d, g, j, q, u, y                                     |
| Vertikale Achse zentral oder doppelt             | H, I, M, N, T, Y                                                             | i, l, m                                              |
| Unterlänge                                       | (J), (Q)                                                                     | (f), g, (h), j, p, q, y, (z)                         |
| Oberlänge                                        | A, B, C, D, E, F, G, H, I, J, K, L, M, N, O, P, Q, R, S, T, U, V, W, X, Y, Z | b, d, f, h, (i), k, l, (s), t                        |
| geteiltes Mittelband                             |                                                                              | a, e, (g), k, s, x, z                                |
| Keine Ober- und Unterlänge                       |                                                                              | a, c, e, (i), m, n, o, r, s, u, v, w, x, z           |
| Römische Zahlschrift                             | C, D, I, L, M, V, X                                                          | c, d, i, j, l, m, v, x                               |

## Geschichte

### Archaisches lateinisches Alphabet
Erkenntnisse zur Geschichte des lateinischen Alphabets sind der lateinischen Paläografie zu verdanken, die sich mit alten lateinischen Schriften befasst. Demnach geht das lateinische Alphabet auf die etruskische Schrift zurück. Die Etrusker wiederum haben ihre Schrift aus dem auf die phönizische Schrift zurückgehenden westgriechischen Alphabet entlehnt. Frühe erhaltene Zeugnisse in lateinischer Schrift sind der Lapis Niger (um 600 v. Chr.) und die Duenos-Inschrift (erste Hälfte des 6. Jahrhunderts v. Chr.). Das archaische lateinische Alphabet bestand aus 21 Buchstaben:
| Alt-italische Form | 𐌀 | 𐌁 | 𐌂 | 𐌃 | 𐌄 | 𐌅 | 𐌆 | 𐌇 | 𐌉 | 𐌊 | 𐌋 | 𐌌 | 𐌍 | 𐌏 | 𐌐 | 𐌒 | 𐌓 | 𐌔 | 𐌕 | 𐌖 | 𐌗 |
| Klassische Form    | A | B | C | D | E | F | Z | H | I | K | L | M | N | O | P | Q | R | S | T | V | X |

Das Zeichen für den griechischen Laut [dz] wurde an siebter Stelle des Alphabets tradiert, obwohl es für diese und ähnliche Lautkombinationen im Latein keine Verwendung gab. Die Abschaffung dieses Zeichens soll auf Spurius Carvilius Ruga zurückgehen, einen freigelassenen Sklaven, der die erste Schule mit zahlungspflichtigem Unterricht eröffnete.
C wurde für den stimmlosen velaren Plosiv [k] und den stimmhaften velaren Plosiv [ɡ] verwendet. Das zeigen noch die Abkürzungen C. für Gaius und Cn. für Gnaeus und inschriftliche Formen wie CRATIA.

### Klassisches lateinisches Alphabet

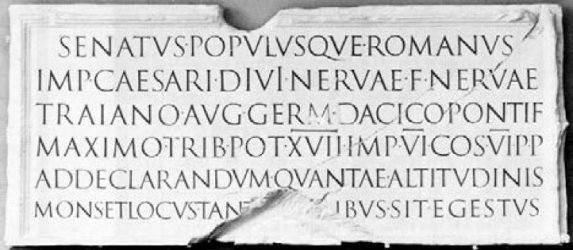
Inschrift an der Trajanssäule in Rom, 112/113 n. Chr. In diesem Text kommt der Buchstabe G dreimal vor.

Das klassische lateinische Alphabet unterscheidet sich vom archaischen lateinischen Alphabet durch die zusätzlichen Buchstaben G, Y und Z. Spurius Carvilius Ruga soll es gewesen sein, der durch Hinzusetzen eines diakritischen Striches zum C den Unterschied von C = [k] und G = [ɡ] einführte. Das neue G wurde an der Stelle des entfallenen Z in das Alphabet eingereiht. Im Ergebnis bestand das lateinische Alphabet aus diesen 21 Buchstaben:
A B C D E F G H I K L M N O P Q R S T V X
Weitere Veränderungen ergaben sich, nachdem das griechische Mutterland 146 v. Chr. unterworfen und dem Staatsgebiet der Römischen Republik eingegliedert worden war und verstärkter Bedarf entstand, griechische Namen und Fremdwörter in lateinischer Schrift wiederzugeben. Das griechische Ypsilon war in der etruskischen Schreibform V schon in archaischer Zeit in das lateinische Alphabet übernommen worden. Mit diesem V wurde der Vokal [u] geschrieben (gemäß dem Lautwert auch im archaischen Griechisch, vgl. lat. burrus ← griechisch πυρρός „rot“), aber auch der Halbkonsonant [w]. In klassischer Zeit wurde das griechische Y noch einmal übernommen, diesmal direkt aus dem Griechischen, in der Schreibform Y und mit dem auch im klassischen Griechisch mittlerweile gegebenen Lautwert [y]. Das Y blieb im Lateinischen aber als ein Fremdzeichen für die Schreibung griechischer Namen und Fremdwörter reserviert, zum Beispiel cyclus für griechisch κύκλος „Kreis, Zyklus“. Zum gleichen Zweck wurde als ein weiteres Fremdzeichen erneut Z für /dz/ entlehnt (Beispiel: ζώνη zona „Gürtel, Zone“) und diesmal ans Ende des Alphabets gestellt, wie es heute noch üblich ist. Kaiser Claudius versuchte, wohl im Jahr 47, das lateinische Alphabet auf 24 Buchstaben zu erweitern und damit dem als vollendet angesehenen griechischen Alphabet anzugleichen. Erfolg war dieser Reform nach dem Tode des Claudius nicht beschieden. Die Position der neu eingeführten Buchstaben ist unbekannt.
In der spätantiken Grammatik konsolidierte sich die Zählung und Unterscheidung der lateinischen Buchstaben dann auf 23:
A B C D E F G H I K L M N O P Q R S T V X Y Z
Das lateinische Mittelalter legte auf diese Zahl auch darum besonderen Wert, weil sie zwischen den Buchstabenzahlen des hebräischen (22) und des griechischen (24) Alphabets liegt und das lateinische Christentum sich dadurch in seiner Stellung als Erbe beider Kulturen bestätigt sah.
Die Römer verwendeten die Buchstaben I und V für die Schreibung sowohl für den Vokal als auch für den entsprechenden Halbvokal: I wurde gleichermaßen für vokalisches [i] und den Halbvokal [j] genutzt, ebenso V für vokalisches [u] und den Halbvokal [w]. In der Spätantike begann man die Halbvokale stärker von den entsprechenden Vokalen zu unterscheiden: Das [j] wurde zu einem [dʒ], das [w] zu einem [v].
Das klassische lateinische Alphabet war nicht bikameral, das heißt, es kannte keine Unterscheidung von Groß- und Kleinbuchstaben. Ebenso gab es in der Antike keinen Wortzwischenraum. Stattdessen wurden in der scriptio continua alle Zeichen aneinander geschrieben.

### Mittelalter und Neuzeit

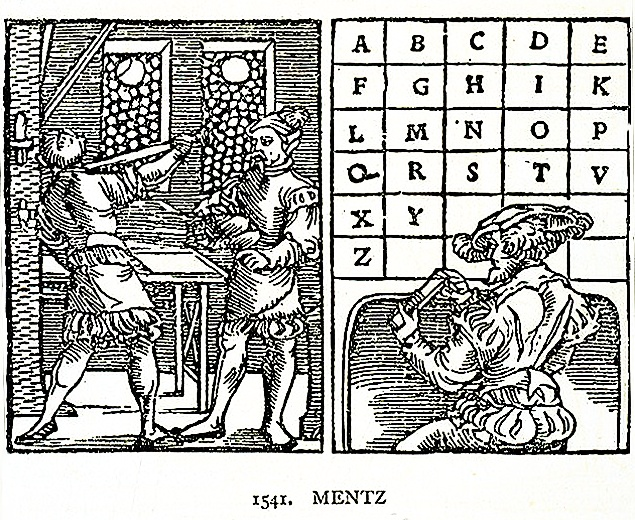
Alphabet mit 23 Buchstaben in einer Darstellung von 1541

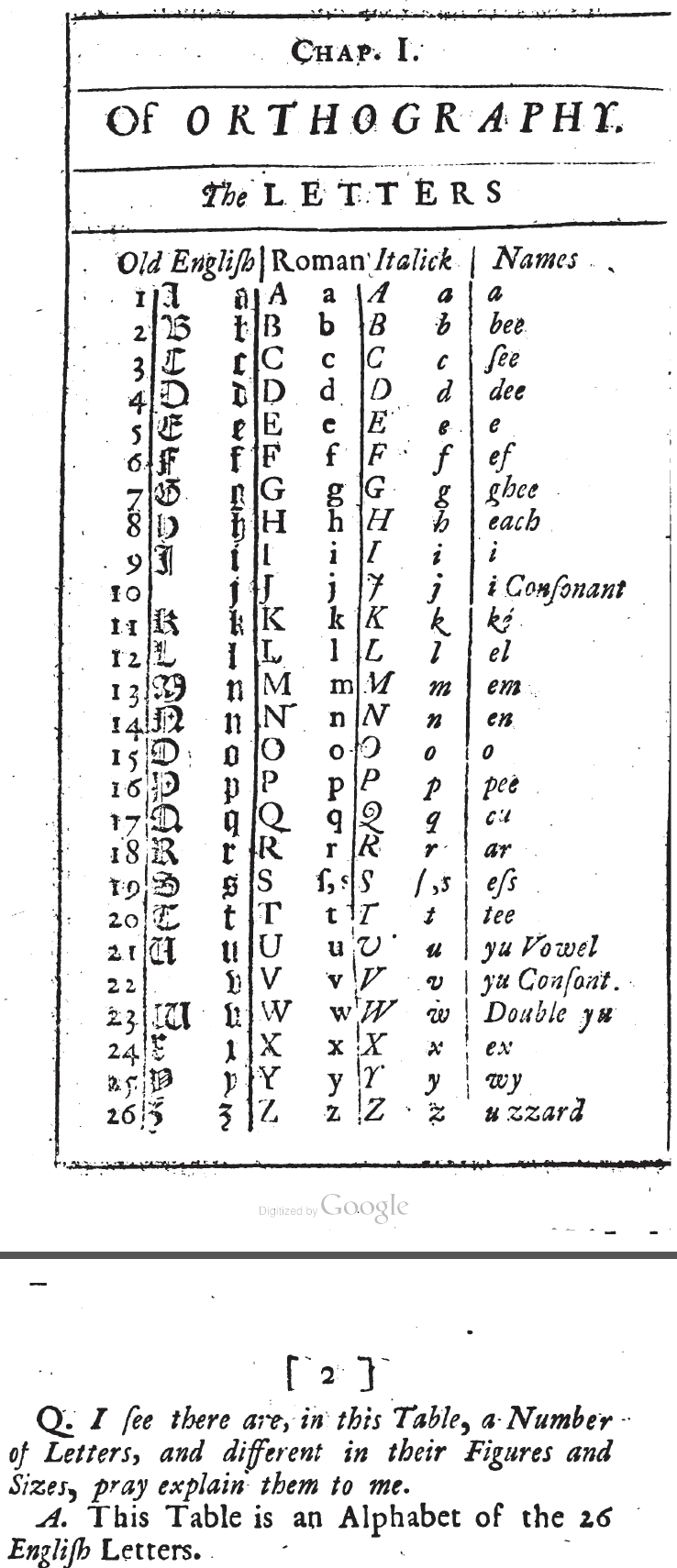
Tabelle des Alphabets mit 26 Buchstaben in einem englischen Buch von 1740

Seit spätantiker Zeit existierte neben I auch die Schreibform J und neben V auch die gerundete Schreibform U. Diese Schreibvarianten dienten jedoch nicht zur Markierung des lautlichen Unterschieds von vokalischem gegenüber (halb)konsonantischem Lautwert. I und J sowie U und V galten als derselbe Buchstabe mit demselben Namen „I“ beziehungsweise „U“, hergeleitet von der vokalischen Verwendung. Entsprechend wurden J und V auch nicht als separate Buchstaben gezählt.
Erst in der Folge humanistischer Reformprojekte der Renaissance – durch Leon Battista Alberti und Gian Giorgio Trissino in Italien sowie Geoffroy Tory und Louis Meigret in Frankreich – wurden die Unterschiede der Schreibformen dann auch zur Repräsentation der lautlichen Differenz eingesetzt: Durch die Unterscheidung von I = [i] gegenüber J = [j] und von U = [u] gegenüber V = [v] ergaben sich zwei weitere Buchstaben des Alphabets: J und U.
Ebenfalls nachmittelalterlich in der Bewertung als eigener Buchstabe ist der aus einer Ligatur von zwei V entstandene Buchstabe W (daher sein englischer Name double u, französisch double v [ve] oder italienisch doppia v [vu]).
A B C D E F G H I J K L M N O P Q R S T U V W X Y Z
Damit war das Alphabet, das man heute unter dem Begriff lateinisches Alphabet versteht, komplett.
In der heutigen Schreibung des Latein, beispielsweise im Kirchenlatein, werden die Buchstaben U und V unterschieden. Auch in gängigen Wörterbüchern werden die lateinischen Einträge getrennt nach U und V sortiert.

## Abbreviaturen

Abbreviaturen in mittelalterlichen Handschriften

In der Antike wurden insbesondere bei Inschriften an öffentlichen Bauwerken viele Abkürzungen verwendet. Von Marcus Tullius Tiro stammt eine antike Stenografie, die tironischen Noten.
Mittelalterliche Handschriften verwenden zahlreiche Abbreviaturen, spezielle Zeichen zur Abkürzung von häufigen Präfixen, Suffixen und auch Wortstämmen. Anstelle der ausgesparten Buchstaben wurden an den verbliebenen Buchstaben spezielle Striche oder Linien angebracht (teilweise diakritischen Zeichen ähnlich, jedoch nicht als solche aufzufassen). Diese Praxis hat nur in einigen wenigen Fällen das Aufkommen des Buchdrucks überdauert.